# Calco
Calco (lombardul: Calch) település Olaszországban, Lombardia régióban, Lecco megyében. Lakosainak száma 5396 fő (2023. január 1.). Calco Brivio, Imbersago, Merate, Olgiate Molgora, Villa d’Adda és Pontida községekkel határos.

## Népesség
A település népességének változása:
| Lakosok száma | 5303 | 5341 | 5396 |
|               | 2017 | 2018 | 2023 |